# Mistrovství světa v alpském lyžování 2011
Mistrovství světa v alpském lyžování 2011, v pořadí 41. ročník, se konalo v německém Garmisch-Partenkirchenu od 7. do 20. února 2011.
Garmisch-Partenkirchen již tuto událost hostil v roce 1978. Je také místem konání vůbec prvního závodu v alpském lyžování na olympijských hrách, a to kombinace během Zimních olympijských her 1936.
Dějiště mistrovství světa bylo vybráno Mezinárodní lyžařskou federací 25. května 2006 v portugalském městě Vilamoura. Neúspěšným finálovým kandidátem se stal rakouský Schladming, jemuž bylo přiděleno konání mistrovství na rok 2013.
Soutěže se odehrávají v lyžařském středisku Garmisch Classic, jednom ze dvou takových v Garmisch-Partenkirchenu.
Před získáním pořadatelství pro rok 2011 se Garmisch-Partenkirchen v předešlých dvou desetiletích pětkrát neúspěšně ucházel o konání této události.

## Základní informace
| Základní informace  | Základní informace | Základní informace | Základní informace | Základní informace | Základní informace | Základní informace | Základní informace | Základní informace | Základní informace | Základní informace |
| Datum               | Závod              | Výška startu       | Výška cíle         | Převýšení          | Délka              | Prům. sklon        | Sjezdovka          | Podm.              | °C, start          | °C, cíl            |
| ------------------- | ------------------ | ------------------ | ------------------ | ------------------ | ------------------ | ------------------ | ------------------ | ------------------ | ------------------ | ------------------ |
| Úterý – 8. února    | Super-G – Ž        | 1305 m n. m.       | 770 m              | 535 m              | 2 180 m            | 25,3 %             | Kandahár 1         | slunečno           | + 2 °C             | + 8 °C             |
| Středa – 9. února   | Super-G – M        | 1395               | 770                | 625                | 2 200              | 29,6               | Kandahár 2         | slunečno           | - 3                | + 8                |
| Pátek – 11. února   | Sjezd - (sk) – Ž   | 1535               | 770                | 765                | 2 920              | 27,2               | Kandahár 1         | oblačno            | + 3                | + 7                |
| Pátek – 11. února   | Slalom - (sk) – Ž  | 935                | 750                | 185                |                    |                    | Gudiberg           | oblačno            | + 7                | + 12               |
| Sobota – 12. února  | Sjezd – M          | 1690               | 770                | 920                | 3 300              | 29,0               | Kandahár 2         | slunečno           | + 3                | + 9                |
| Neděle – 13. února  | Sjezd – Ž          | 1490               | 770                | 720                | 2 920              | 25,4               | Kandahár 1         | č. oblač.          | + 3                | + 6                |
| Pondělí – 14. února | Sjezd - (sk) – M   | 1690               | 770                | 920                | 3 300              | 29,0               | Kandahár 2         | slunečno           | + 1                | + 4                |
| Pondělí – 14. února | Slalom - (sk) – M  | 960                | 750                | 210                |                    |                    | Gudiberg           | slunečno           | + 12               | + 12               |
| Úterý – 17. února   | Obří slalom – Ž    | 1100               | 750                | 350                |                    |                    | Kandahár 1         | mlha               | + 1                | + 3                |
| Pátek – 18. února   | Obří slalom – M    | 1090               | 750                | 340                |                    |                    | Kandahár 2         | mlha               | 0                  | + 3                |
| Sobota – 19. února  | Slalom – Ž         | 960                | 750                | 210                |                    |                    | Gudiberg           | oblačno            | - 1                | + 1                |
| Neděle – 20. února  | Slalom – M         | 960                | 750                | 210                |                    |                    | Gudiberg           | mlha               | 0                  | + 1                |

## Mediální pokrytí
Mistrovství světa vysílal veřejnoprávní sportovní program ČT4. Komentovali Petr Vichnar a bývalý profesionální lyžař Jan Holický.

## Medailisté

### Muži
| Soutěž         | Zlato                | Stříbro             | Bronz               |
| Sjezd          | Erik Guay            | Didier Cuche        | Christof Innerhofer |
| Super-G        | Christof Innerhofer  | Hannes Reichelt     | Ivica Kostelić      |
| Obří slalom    | Ted Ligety           | Cyprien Richard     | Philipp Schörghofer |
| Slalom         | Jean-Baptiste Grange | Jens Byggmark       | Manfred Mölgg       |
| Superkombinace | Aksel Lund Svindal   | Christof Innerhofer | Peter Fill          |

### Ženy
| Soutěž         | Zlato              | Stříbro              | Bronz                       |
| Sjezd          | Elisabeth Görglová | Lindsey Vonnová      | Maria Rieschová             |
| Super-G        | Elisabeth Görglová | Julia Mancusová      | Maria Rieschová             |
| Obří slalom    | Tina Mazeová       | Federica Brignoneová | Tessa Worleyová             |
| Slalom         | Marlies Schildová  | Kathrin Zettelová    | Maria Pietiläová Holmnerová |
| Superkombinace | Anna Fenningerová  | Tina Mazeová         | Anja Pärsonová              |

### Družstva
| Soutěž          | Zlato | Stříbro | Bronz                                                                                                |
| Soutěž družstev | Francie Taïna Bariozová Anémone Marmottanová Tessa Worleyová Gauthier de Tessières Thomas Fanara Cyprien Richard | Rakousko Anna Fenningerová Michaela Kirchgasserová Marlies Schildová Romed Baumann Benjamin Raich Philipp Schörghofer | Švédsko Sara Hectorová Anja Pärsonová Maria Pietiläová Holmnerová Axel Bäck Hans Olsson Matts Olsson |

## Medailové pořadí národů
Legenda

## Přehled medailí
| Pořadí         | Stát                   | Zlato | Stříbro | Bronz | Celkově |
| 1.             | Rakousko               | 4     | 3       | 1     | 8       |
| 2.             | Itálie                 | 1     | 2       | 3     | 6       |
| 3.             | Francie                | 2     | 1       | 1     | 4       |
| 4.             | Švédsko                | 0     | 1       | 3     | 4       |
| 5.             | Spojené státy americké | 1     | 2       | 0     | 3       |
| 6.             | Slovinsko              | 1     | 1       | 0     | 2       |
| 7.             | Německo                | 0     | 0       | 2     | 2       |
| 8.             | Kanada                 | 1     | 0       | 0     | 1       |
| 9.             | Norsko                 | 1     | 0       | 0     | 1       |
| 10.            | Švýcarsko              | 0     | 1       | 0     | 1       |
| 11.            | Chorvatsko             | 0     | 0       | 1     | 1       |
| Medailové sady | Medailové sady         | 11    | 11      | 11    | 33      |

## Zúčastněné státy
Mistrovství se účastní celkem 525 lyžařů ze 69 států.
- Alžírsko
- Andorra
- Argentina
- Arménie
- Rakousko
- Austrálie
- Bělorusko
- Bosna a Hercegovina
- Bulharsko
- Brazílie
- Kanada
- Čína
- Chorvatsko
- Česko
- Dánsko
- Estonsko
- Finsko
- Francie
- Gruzie
- Německo
- Spojené království
- Řecko
- Maďarsko
- Indie
- Írán
- Irsko
- Izrael
- Itálie
- Japonsko
- Kazachstán
- Keňa
- Kyrgyzstán
- Lotyšsko
- Lichtenštejnsko
- Litva
- Lucembursko
- Makedonie
- Mexiko
- Moldavsko
- Monako
- Nizozemsko
- Nový Zéland
- Norsko
- Polsko
- Peru
- Rumunsko
- Rusko
- Slovensko
- Slovinsko
- Španělsko
- Švédsko
- Švýcarsko
- Turecko
- Ukrajina
- Spojené státy americké
- Venezuela